# Catapsilothrix
Catapsilothrix är ett släkte av fjärilar. Catapsilothrix ingår i familjen äkta malar.
Kladogram enligt Catalogue of Life:
| Catapsilothrix | \| \| Catapsilothrix goetschmanni \| \| \| \| \| \| Catapsilothrix klaptoczi \| \| \| \| |
|                | \| \| Catapsilothrix goetschmanni \| \| \| \| \| \| Catapsilothrix klaptoczi \| \| \| \| |
|                | Catapsilothrix goetschmanni                                                              |
|                |                                                                                          |
|                | Catapsilothrix klaptoczi                                                                 |
|                |                                                                                          |